# 7797 Моріта
7797 Моріта (7797 Morita) — астероїд головного поясу, відкритий 26 січня 1996 року.
Тіссеранів параметр щодо Юпітера — 3,140.